# Monumento a Cuitláhuac
Monumento a Cuitláhuac, este monumento tiene un basamento piramidal que fue obra del arquitecto Jesús Aguirre, mientras que la escultura fue realizada por el famoso escultor mexicano Ignacio Asúnsolo, quién realizó su obra en bronce mostrando a Cuitláhuac en pie y en actitud desafiante. Este monumento fue inaugurado el 21 de noviembre de 1964 por el presidente Adolfo López Mateos al mismo tiempo que la ampliación norte del Paseo de la Reforma.
- Datos: Q6023005